# Zbrodnia w Nalibokach
Zbrodnia w Nalibokach – masakra polskich mieszkańców wsi Naliboki dokonana przez oddziały radzieckich partyzantów.

## Przebieg zdarzeń
W celu obrony przed grabieżą ze strony partyzantów sowieckich i band kryminalnych powołano w Nalibokach niewielki oddział samoobrony pod dowództwem Eugeniusza Klimowicza. 8 maja 1943 oddziały radzieckich partyzantów pod dowództwem Pawła Gulewicza z Brygady im. Stalina i z oddziałów „Dzierżyńskiego”, „Bolszewik”, „Suworowa” – przy współudziale partyzantów żydowskich – zamordowały ok. 128 polskich mieszkańców miasteczka podejrzewanych o przynależność do samoobrony lub AK.
Spalono kościół, szkołę, pocztę, remizę i część domów mieszkalnych, resztę osady ograbiono. Zginęło także kilku napastników. W sowieckich źródłach szacowano liczbę zabitych Polaków na 250 osób, wspomniano także o walkach z niemieckim garnizonem. Jednak późniejsze badania nie potwierdzają obecności Niemców czy policji w Nalibokach, zginął jeden białoruski policjant. Weryfikują także liczbę ofiar. Po masakrze, partyzanci ukradli z wioski ok. 100 krów i 70 koni. O masakrze w Nalibokach wspomina nakręcony w 1993 w Australii film dokumentalny „The Bielsky Brothers” (reż. Arun Kumar).
6 sierpnia 1943 wieś została ponownie spacyfikowana, tym razem przez oddziały niemieckie, w ramach tzw. „Operacji Hermann”, a jej mieszkańców wywieziono w głąb Rzeszy na roboty przymusowe (m.in. do Braunau am Inn).

## Śledztwo IPN
Od 20 marca 2001 Komisja Ścigania Zbrodni przeciwko Narodowi Polskiemu w Łodzi prowadzi śledztwo w sprawie zbrodni popełnionych przez partyzantów radzieckich w Nalibokach. Obecnie śledztwo IPN toczy się w sprawie zbrodni popełnionych przez partyzantów radzieckich na żołnierzach Armii Krajowej i ludności cywilnej na terenie powiatów Stołpce i Wołożyn.